# 法式軟糖

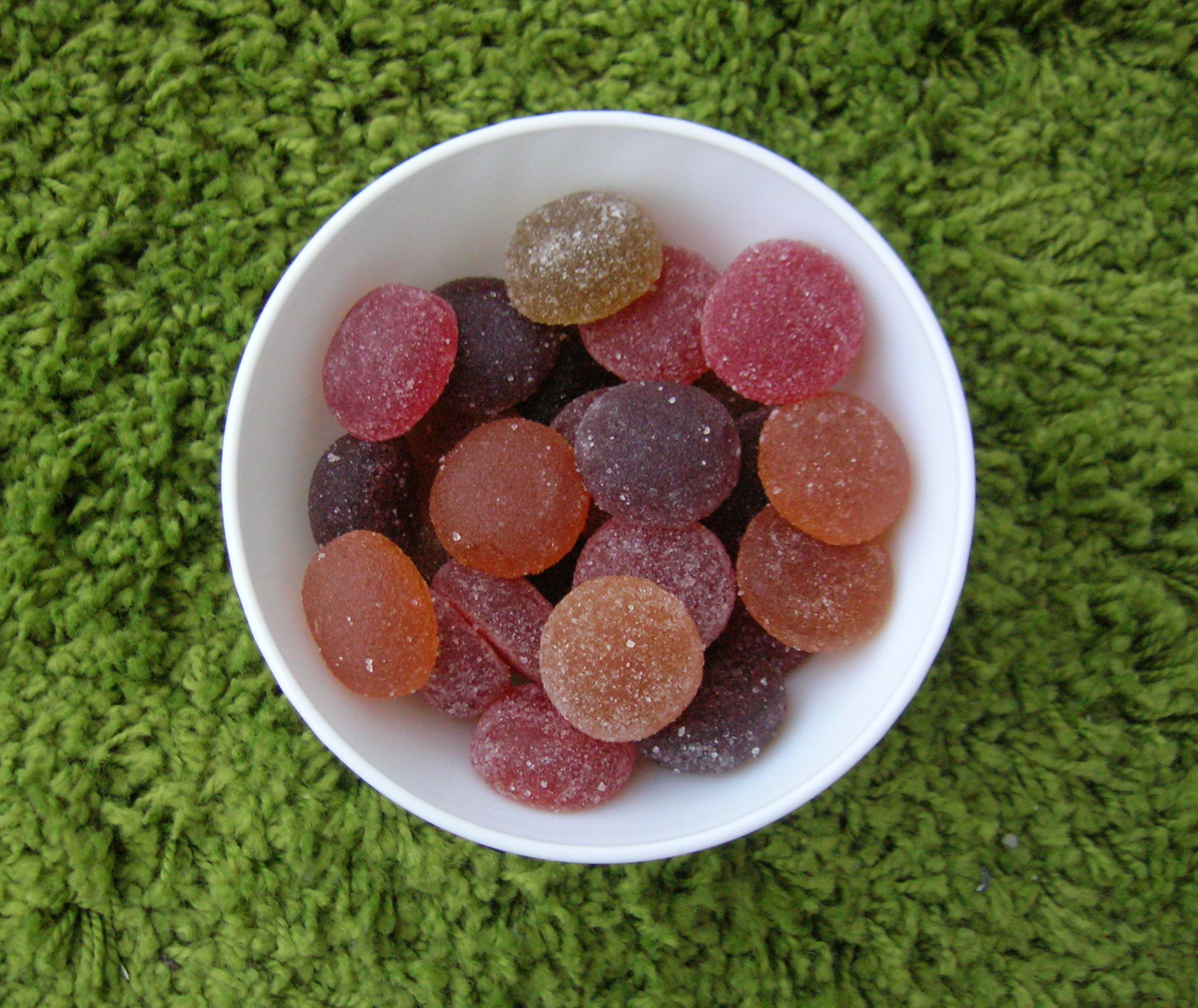
索爾塞生產的法式軟糖

法式軟糖（法語：Pâte de fruits），法式甜點的一種。Pâte de fruits在法語裡並不是指軟糖（Jelly Candy），而是「乾果泥」，是一種使用新鮮水果與砂糖加上果膠熬煮，倒入模具中成型或冷卻後切割成正方形的軟糖。最初是法國人為了保存水果所研製而成，因此而得名。
在法國，法式軟糖與馬卡龍並列經典又傳統的點心，又稱為「法式初戀的滋味」、「乾果泥」。 法式軟糖有著各種各樣的口味，如傳統的蘋果、木瓜、杏仁、蘋果、柑橘、梅子、草莓、檸檬、百香果等。

## 起源
法式軟糖的歷史非常悠久。早在10世紀，在法國的奧弗涅地區就出現了，也一直都是主要產地之一。在古代的法國，這是一種儲存水果的方法。為了延長水果的保存期限，人們在新鮮水果裡加入糖，慢火熬煮製成甜果泥，再風乾去除水份，因此也被稱為乾果泥。不管是直接食用或沖泡熱水都十分受歡迎。在1947年的歐盟商品中登記了法式軟糖的配方成份。
法國皇室吃到非當季的水果風味法式軟糖時，有一種回憶過往初戀的甜蜜滋味。最早的法式軟糖配方，均由法國教會中的僧侶保管，直到近代才開放給一些餐廳及點心師傅製作，成為受歡迎的法國甜點。

## 現狀
法式軟糖可以在家中自己製作，在世界各地也有許多銷售法式軟糖的店家。由於手工製作成本昂貴，一般是在高級烘焙坊販售。
法式軟糖因現今的環境不同，而有制作與配方上的創新改良。法式軟糖由砂糖熬製，在甜度上相當飽和，也有一定的糖份負擔，因而也有人用其他天然植物萃取的材料來降低甜度、減少熱量吸收，例如海藻糖、木糖醇、L阿拉伯糖或膳食纖維等代糖來取代部份天然砂糖。

## 名稱
法式軟糖、法式水果軟糖，隨著水果與果泥的用量不同，法式水果軟糖的名稱也有所變化。Pâte de fruit 是使用單一種果泥熬製而成的軟糖，像 Pâte de fraise 即單以草莓果泥製作的軟糖。

### 果膠
最主要的凝著效果是從果實中所提煉而出的果膠，與甲氧基（methoxyi）的含量多寡有關，含量越高的HM果膠越易凝結。有所謂的快速凝結果膠（rapid-set pectin）與慢速凝結果膠（slow-set pectin）。這兩種果膠都可以拿來製作法式水果軟糖，單看你想選擇的特性與用途。例如如果想一次製作一整片軟糖再加以裁切的話，快速凝結果膠會更合適，想要製作單顆軟糖或想要減少成品中的氣泡時就可以選用慢速凝結果膠。
一般來說，製作法式水果軟糖時可以選用蘋果果膠。使用果膠的份量則取決於你所搭配的果泥（大約量為其餘食材總重的百分之一。如果選用天然果膠含量少的果泥，則果膠量可增多。因為果膠遇水會凝結，所以先取部分砂糖與果膠拌勻才加入果泥之中。

### 製作
糖量的多寡也會隨著果泥本身的甜度而有變動。熬製水果軟糖時最常使用砂糖，也會加入一點葡萄糖。製作水果軟糖時會加入酸好讓果膠能順利凝結，可以用檸檬酸或蘋果酸，加入前先加入等量的水中溶解。加入酸性物質，凝結速度變快，所以需要盡快倒入模型中。
熬煮果泥與糖時，溫度的控制十分重要。所以加入砂糖時需要分次逐量，以免溫度降低連帶影響成品的凝結程度。軟糖脫模切塊後再裹上一層砂糖來防止沾黏，並且有特別的口感。
第一步融合：先將糖混合果膠。把果泥、糖加熱至融合。 

第二步凝結：再加混合果膠的砂糖，邊加邊攪拌至106度，倒入檸檬酸拌勻，再加熱至106~108度。 

第三步入模：入模型並放半小時凝結除外框，等8小時冷卻脫水。 

第四步灑糖：表面均勻灑上白砂糖。(防止沾黏) 

第五步完成：蓋脫模後再灑白砂糖。切長條再切塊，再灑砂糖，最後過篩去除多餘砂糖。

### 腳註
1. ↑  Les pâtes de fruits d'Auvergne 的存檔，存档日期2010-08-14.
2. ↑  Cahier des Charges IGP N°22/96 “ Pâtes de Fruits d’Auvergne ” 的存檔，存档日期2014-09-03.

### 其他
- Les pâtes de fruits （页面存档备份，存于）
- 尋「糖」覓「柳」，楊芷珊等，國立新營高工 （页面存档备份，存于）